# Stanley Jones
Stanley Lawrence Jones (Londres, 24 de março de 1888 — Londres, 9 de março de 1962) foi um ciclista britânico.
Em 1912, Jones defendeu as cores do Reino Unido nos Jogos Olímpicos de Estocolmo, na qual ganhou a medalha de prata na prova de estrada individual. Na prova de estrada por equipes, alcançou a vigésima nona posição.